# Nu e vreme de murit (film)
Nu e vreme de murit (în engleză No Time to Die) este un film de acțiune thriller cu spioni britanico-american lansat în anul 2021 și al 25-lea din seria James Bond produs de Eon Productions. Daniel Craig este la a cincea și ultima apariție în rolul agentului britanic ficțional James Bond din MI6. Filmul este regizat de Cary Joji Fukunaga după un scenariu de Neal Purvis, Robert Wade, Fukunaga și Phoebe Waller-Bridge. Léa Seydoux, Ben Whishaw, Naomie Harris, Jeffrey Wright, Christoph Waltz, Rory Kinnear și Ralph Fiennes își reiau rolurile din filmele anterioare, iar Rami Malek, Lashana Lynch, Billy Magnussen, Ana de Armas, David Dencik și Dali Benssalah apar în roluri noi. În acest film, Bond, care a părăsit stagiul activ la MI6, este recrutat de CIA pentru a recupera un cercetător răpit, lucru care duce la o confruntare directă cu un adversar puternic.
Dezvoltarea a început în 2016. Este primul film Bond distribuit de Universal Pictures, care a achiziționat drepturile de distribuție internațională după expirarea contractului cu Sony Pictures după lansarea filmului Spectre din 2015. Subsidiara United Artists Releasing a lui Metro-Goldwyn-Mayer deține drepturile în America de Nord, precum și cele internaționale pentru televiziune și digital; Universal deține drepturile pentru home media fizic. Inițial, Danny Boyle era atașat să regizeze și să co-scrie scenariul cu John Hodge. Amândoi au părăsit proiectul din cauza diferențelor creative în august 2018, iar Fukunaga a fost anunțat ca înlocuitor al lui Boyle o lună mai târziu. Majoritatea distribuției a semnat până în aprilie 2019. Filmările principale au avut loc între aprilie și octombrie 2019. Billie Eilish a interpretat piesa principală.
Nu e vreme de murit a avut premiera mondială la Royal Albert Hall din Londra pe 28 septembrie 2021, și a fost lansat internațional în cinematografe pe 30 septembrie 2021, lansarea pentru Statele Unite având loc pe 8 octombrie 2021, după ce filmul a suferit întârzieri din cauza plecării lui Boyle și ulterior de pandemia de COVID-19. Filmul a primit recenzii pozitive din partea criticilor, mulți considerându-l o concluzie potrivită pentru Bond-ul lui Craig. Filmul a încasat peste 774 milioane $, fiind al patrulea cel mai profitabil al anului 2021, a doborât câteva recorduri în categoria filmelor lansate în pandemie și a devenit al treilea cel mai profitabil film din UK din toate timpurile.

## Sinopsis
O Madeleine Swann copilă este martoră la uciderea mamei sale de teroristul Lyutsifer Safin. Copila reușește să tragă în el și să fugă. În timp ce el se trezește, ea ajunge pe un lac înghețat din apropiere, dar gheața se sparge și cade în lac; Safin o salvează.
În prezent, după capturarea lui Ernst Stavro Blofeld, Swann este în Matera cu James Bond. Asasinii SPECTRE îl iau prin surprindere pe Bond în timp ce acesta se afla la mormântul lui Vesper Lynd, dar cei doi reușesc să scape. Bond o acuză pe Swann de trădare și o părăsește.
Cinci ani mai târziu, cercetătorul MI6 Valdo Obruchev este răpit dintr-un laborator. Împreună cu M, Obruchev a dezvoltat Proiectul Heracles, o bioarmă cu nanoboți care să se împrăștie ca un virus la atingere și atacă în funcție de anumite mostre de ADN, făcând-o letală pentru țintă, dar inofensivă pentru oricine altcineva. Bond s-a retras în Jamaica, unde este contactat de agentul CIA Felix Leiter și agentul american Logan Ash. Ei îi cer ajutorul pentru a-l găsi pe Obruchev, dar Bond refuză. În acea noapte, Bond este urmărit de o femeie pe nume Nomi, noul agent 007; ea îi spune despre Proiectul Heracles. Ulterior, Bond decide să-l ajute pe Leiter.
Bond, Leiter, și Ash zboară în Cuba, unde se întâlnesc cu Paloma, agentă-aliată CIA. Bond și Paloma se infiltrează într-o întâlnire secretă SPECTRE pentru a-l recupera pe Obruchev. Folosind un ochi bionic pentru a vedea și comunica din închisoare, Blofeld ordonă ca Bond să fie omorât de nanoboți. În schimb, toți membrii SPECTRE mor, deoarece Obruchev a reprogramat nanoboții pentru a-i asasina pe membrii, din ordinele lui Safin. Bond îl duce pe Obruchev pe un vas, pentru a vorbi cu Felix și Ash, acesta din urmă dovedindu-se a fi un agent dublu ce lucrează pentru Safin. Ash îl împușcă mortal pe Leiter, scapă cu Obruchev și distruge vasul. Bond reușește să scape.
La Londra, Moneypenny îl duce pe Bond la Q și programează o întâlnire cu Blofeld pentru a afla unde au fost duși Obruchev și nanoboții. Safin o vizitează pe Madeleine și o șantajează pentru a merge cu nanoboții la Blofeld, de vreme ce ea este singura cu care Blofeld vrea să vorbească. Bond se întâlnește cu Madeleine în celulă, acolo unde o atinge și, fără să știe, devine purtător al virusului, după care părăsește celula. Blofeld îi spune lui Bond că el a orchestrat ambuscada de la mormântul lui Vesper și a făcut să pară că Madeleine l-a trădat. Bond îl atacă pe Blofeld și îl infectează, omorându-l instant.
După ce realizează ce s-a întâmplat, Bond o găsește pe Madeleine la casa ei din copilărie din Norvegia. Acolo află că are o fată de cinci ani, Mathilde, despre care ea zice că nu e a lui. Madeleine îi spune că, atunci când era copil, părinții lui Safin au fost omorâți de tatăl lui Madeline, Mr. White la ordinele lui Blofeld, făcându-l pe acesta să caute răzbunare contra lui Blofeld și SPECTRE. Cu toate că și-a îndeplinit scopul, Safin își continuă răzbunarea împreună cu Ash și restul oamenilor săi. Aceștia îi urmăresc pe Bond, Madeleine și Mathilde. Bond reușește să-l omoare pe Ash, dar Safin le capturează pe Madeleine și Mathilde.
Q, Bond și Nomi îl localizează pe Safin într-o bază din Al doilea război mondial pe o insulă între Japonia și Rusia. Ei se infiltrează în baza lui Safin și află de planul său de a folosi nanoboții pentru a stăpâni lumea. Nomi îl ia ostatic pe Obruchev și ulterior îl omoară. Bond se întâlnește cu Safin, care o are pe Mathilde. Bond trece de oamenii lui Safin, dar Safin scapă. Safin o eliberează pe Mathilde, care se reunește cu mama sa, Bond și Nomi.
Nomi, Madeleine și Mathilde scapă, în timp ce Bond decide să rămână să deschidă ușile bazei, pentru ca rachetele de pe HMS Dragon să distrugă nanoboții. Bond și Safin ajung să se confrunte; Safin îl infectează pe Bond cu nanoboți programați să le ucidă pe Madeleine și Mathilde. În ciuda rănilor, Bond îl omoară pe Safin și dezactivează scutul bazei. Vorbind prin radio cu Madeleine, Bond o încurajează să meargă mai departe fără el, iar ea îi confirmă că Mathilde este, de fapt, fiica sa. Bond își ia la revedere. Rachetele lovesc insula, omorându-l pe Bond și distrugând baza. 
La MI6, M, Moneypenny, Q, Tanner și Nomi beau în onoarea lui Bond. Madeleine o duce pe Mathilde la Matera și începe să-i povestească despre tatăl fetei.

## Distribuție
- Daniel Craig în rolul lui James Bond:[8]
Fost agent MI6 și 007; retras de cinci ani la începutul filmului.[9][10] Regizorul Cary Joji Fukunaga l-a comparat pe Bond cu un "animal rănit" și i-a descris starea de spirit; "se chinuie pentru a fi un agent '00'. Lumea s-a schimbat. Regulile jocului nu mai sunt ce au fost. Spionajul este mai obscur în această epocă a războiului asimetric".[11] Craig a spus că filmul este despre "relații și familie".[12]
- Rami Malek în rolul lui Lyutsifer Safin:[13]
Adversar al lui Bond și Swann și un lider terorist într-o misiune de răzbunare.[14][15] Producătoarea Barbara Broccoli a descris personajul ca "unul care se furișează pe lângă Bond. Un tip foarte obraznic."[14] Malek a descris personajul ca fiind cineva ce se consideră "un erou în același mod cum Bond este un erou".[16][17] Fukunaga l-a descris pe Safin ca fiind "mai periculos decât oricine pe care Bond să mai fi intâlnit înainte" și un "adversar pe măsură și ultra-inteligent".[18][19]
- Léa Seydoux în rolul Madeleinei Swann:[20]
Psihoterapeută, fiica lui Mr. White și iubita lui Bond care l-a ajutat pe parcursul filmului Spectre. Fukunaga s-a folosit de importanța lui Swann în acest film, deoarece prezența ei i-a permis să exploreze trauma nerezolvată a lui Bond în legătură cu moartea lui Vesper Lynd din Casino Royale.[21] După ce a văzut filmul, Seydoux a spus, "Există multă emoție în acest film Bond. Este foarte înduioșător. Pun pariu că o sa plângeți. Când l-am văzut, eu am plâns, ceea ce este ciudat pentru că am jucat în el".[22]
- Lashana Lynch în rolul lui Nomi:
Noul agent 007 care a preluat rolul la puțin timp după retragerea lui Bond.[23][24] Lynch a spus că speră ca personajul ei să aducă un strat nou de credibilitate în lumea spionajului: "Când ai de-a face cu o serie care este în top de atâția ani, eu am vrut să aduc o latură mai umană—care să abordeze anxietatea și ideea de nou, precum cineva care învață din mers".[25]
- Ben Whishaw în rolul lui Q:[20]
- Ajutorul agenților "00" de la MI6 și cel care le furnizează echipament avansat. Whishaw consideră că versiunea sa pentru Q s-a încheiat, "Cred că am terminat. Am terminat cele trei filme conform contractului. Deci cred că asta a fost pentru mine".[26]
- Naomie Harris în rolul lui Eve Moneypenny:[20]
Secretara lui M și aliata lui Bond. Harris a spus după Spectre, "Moneypenny s-a maturizat. Cred însă că încă are o slăbiciune pentru Bond, care nu o să se materializeze niciodată. Dar este o femeie independentă cu o viață proprie".[27]
- Jeffrey Wright în rolul lui Felix Leiter:[28]
Prietenul lui Bond și ofițer CIA. Wright a fost întrebat la ce se poate aștepta lumea de la Felix în acest film, iar el a răspuns, "Păi, eu cred că Felix îl aduce înapoi pe James în joc, iar de acolo pleacă totul".[29] În timp ce Wright a fost surprins că nu i-a fost cerută întoarcerea în Skyfall și Spectre, el a simțit că apariția lui Felix din Nu e vreme de murit "i-a dat mai multă greutate" din cauza absenței prelungite. Wright a spus că filmul definește tovărășia dintre Bond și Felix, pe care el a descris-o ca fiind "miezul" relației lor.[30]
- Christoph Waltz în rolul lui Ernst Stavro Blofeld:[24]
Inamic și frate vitreg al lui Bond. El este fondatorul și liderul organizației criminale SPECTRE iar acum este în custodia MI6. Fukunaga a explicat că Blofeld se întoarce și i-a definit "noul rol" în film spunând, "Blofeld este un personaj marcant în toate filmele Bond. Este în închisoare, dar nu se poate să fi fost asta tot, nu? Deci ce poate mai face el de acolo, ce lucruri sadice mai are plănuit pentru Bond și restul lumii?".[31]
- Ralph Fiennes în rolul lui Gareth Mallory / M:[20] Șeful MI6 și superiorul direct al lui Bond.
- Billy Magnussen în rolul lui Logan Ash: Un agent CIA trimis de Leiter să-l ajute pe Bond în găsirea lui Obruchev.[32]
- Ana de Armas în rolul Palomei: O agentă CIA ce-l ajută pe Bond.[24] De Armas și-a descris personajul ca "iresponsabil" și "neîndemânatic" dar că joacă un rol important în misiunea lui Bond.[33]
- David Dencik în rolul lui Valdo Obruchev: Un cercetător a cărui dispariție este investigată de Bond.[34][35]
- Rory Kinnear în rolul lui Bill Tanner:[28] Șeful de personal al lui M.
- Dali Benssalah în rolul lui Primo: Mercenar și adversar al lui Bond; prima confruntare are loc în Matera.[32][36]
- Lisa-Dorah Sonnet în rolul Mathildei Bond: Fata de cinci ani a lui James și Madeleine.[37]

În plus, Hugh Dennis și Priyanga Burford interpretează cercetători la laboratorul MI6. Mathilde Bourbin și Coline Defaud joacă rolul mamei lui Madeleine Swann și respectiv copilul Madeleine în secvența de început a filmului. Brigitte Millar își reia rolul interpretat și în Spectre, Dr. Vogel.

## Producție

### Dezvoltare

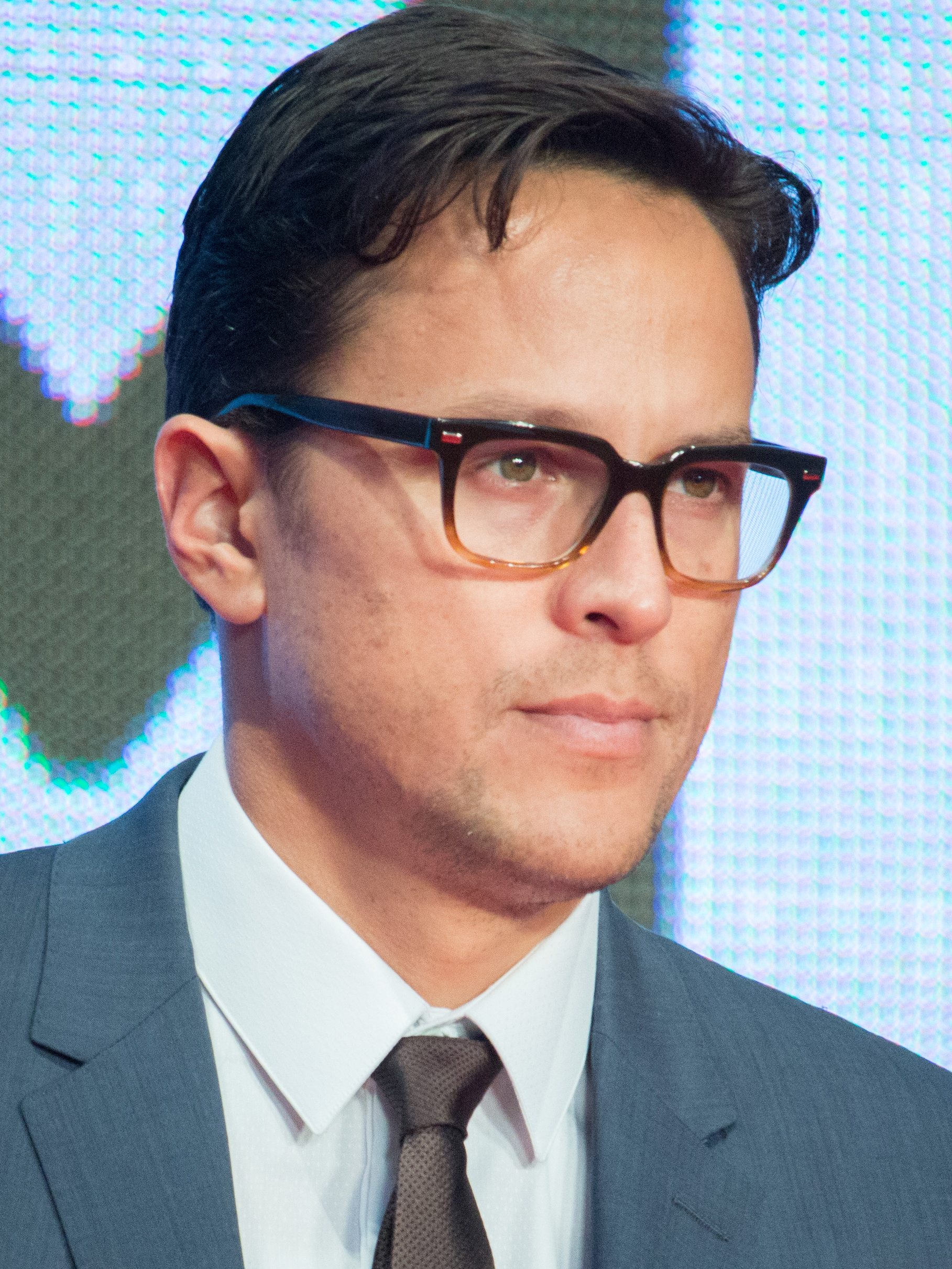
Cary Joji Fukunaga, regizorul filmului

Dezvoltarea la Nu e vreme de murit a debutat la începutul anului 2016. În martie 2017, scenariștii Neal Purvis și Robert Wade—care au lucrat la filmele Bond începând cu Lumea e prea mică (1999)—au fost abordați de producătorii Barbara Broccoli și Michael G. Wilson. Sam Mendes a declarat că nu se va întoarce după ce a regizat Skyfall și Spectre. În iulie 2017, Yann Demange, David Mackenzie și Denis Villeneuve au fost abordați pentru a regiza filmul. În decembrie 2017, Villeneuve a refuzat rolul datorită implicării la Dune.
În februarie 2018, Danny Boyle a fost anunțat ca regizor. Inițial, Boyle dorea scenariul lui John Hodge în favoarea celui lui Purvis și Wade, lucru comunicat și producătorilor Broccoli și Wilson. Scenariul lui Hodge a primit undă verde, iar producția a fost anunțată că va începe în decembrie 2018. Cu toate acestea, Boyle și Hodge au părăsit proiectul în august 2018 din cauza diferențelor creative. În perioada în care Boyle era regizorul, un manuscris de scenariu îl prezenta pe protagonistul masculin ca un "rus carismatic și rece" iar pe protagonista din rolul feminin ca un "supraviețuitor inteligent și abil". Producția a căutat și oameni cu origini Māori cu "abilități avansate de luptă". A fost anunțat atunci că plecarea lui Boyle s-a datorat implicării lui Tomasz Kot ca antagonist principal; cu toate acestea, Boyle a confirmat ulterior că disputa a fost din cauza scenariului.
După plecarea lui Boyle, ziua lansării a devenit contingentă, deoarece studioul trebuia să găsească un înlocuitor în 60 de zile. Cary Joji Fukunaga a fost anunțat ca noul regizor în septembrie 2018. Fukunaga a devenit primul american care a regizat un film Bond, dar și primul regizor care s-a ocupat și de scenariu. Fukunaga a fost luat în considerare pentru Spectre înainte de venirea lui Mendes, iar ulterior și-a exprimat interesul pentru a regiza un film Bond în fața producătorilor Broccoli și Wilson. Linus Sandgren a fost angajat ca director de imagine în decembrie 2018.
Purvis și Wade au fost aduși înapoi pentru a lucra la scenariu cu Fukunaga în septembrie 2018. Scenaristul de la Casino Royale și Partea lui de consolare, Paul Haggis, a avut o contribuție minoră la scenariu în noiembrie 2018, la fel și Scott Z. Burns în februarie 2019. La cererea lui Daniel Craig, Phoebe Waller-Bridge a furnizat o revizuire finală a scenariului în aprilie 2019. Waller-Bridge a lucrat la dialoguri, dezvoltarea personajelor și a adăugat umor în scenariu. Waller-Bridge este a doua scenaristă care lucrează la un film Bond după Johanna Harwood care a co-scris Dr. No și Din Rusia cu dragoste. Barbara Broccoli a fost întrebată în legătură cu mișcarea Me Too la evenimentul de lansare Bond 25, unde a precizat că atitudinea lui Bond cu femeile se va schimba odată cu vremurile, iar filmele ar trebui să reflecte asta. Într-un interviu separat, Waller-Bridge a spus că Bond încă este relevant și că "el trebuiă să rămână loial caracterului său", sugerând că filmele sunt cele care trebuie să se dezvolte și să evolueze, punând accent pe faptul că "filmul tratează femeile corespunzător".
Anumite concepte s-au schimbat pe parcursul dezvoltării cu Fukunaga. O idee inițială era că filmul avea loc în "mintea lui Bond", în timp ce acesta era torturat de Ernst Stavro Blofeld în Spectre.  Inițial, Safin și oamenii săi ar fi avut măști bazate pe echipamentul siberian de vânat urși. Fukunaga a dorit schimbări la costumul lui Safin. O nouă mască bazată pe Noh, un stil japonez de teatru, a fost introdus deoarece Fukunaga a simțit că masca originală domina costumul.
Filmul a avut titlul de lucru Bond 25. Numele oficial Nu e vreme de murit a fost anunțat pe 20 august 2019. Broccoli a declarat, "Ne chinuiam să găsim un titlu. Voiam unul care să nu divulge multe, dar care să fie de înțeles, și după ce vezi filmul să aibă o rezonanță mai mare, pentru că de cele mai multe ori așa sunt și cărțile lui Fleming".

### Casting
După Spectre, au fost zvonuri că acela a fost ultimul film al lui Daniel Craig în rolul lui Bond. Imediat după lansarea filmului, Craig s-a plâns de atribuțiile foarte dure pe care le cere acest rol, spunând că mai degrabă "și-ar tăia venele" decât să-l joace din nou pe Bond. În mai 2016, s-a zvonit că Craig a primit o ofertă de 100 milioane $ de la Metro-Goldwyn-Mayer pentru a face încă două filme Bond, dar a refuzat. În octombrie 2016, Craig a negat că ar fi luat o decizie, dar a spus că își aduce aminte cu drag de timpul petrecut în rol, descriind că "a avut cel mai frumos rol din lume când l-a jucat pe Bond". Ulterior a negat că ar fi primit o ofertă de 150 milioane $ pentru următoarele două filme. În august 2017, Craig a spus că următoarea apariție va fi și ultima în rolul lui Bond. El și-a reluat această declarație în noiembrie 2019 și din nou în martie 2020, după zvonuri că ar mai face încă un film pe lângă acesta. Ulterior, Craig a recunoscut că cerințele fizice pentru acest rol l-au făcut să refuze încă un film, el suferind răni grave după ultimele filme Bond. Odată cu plecarea lui Craig, Broccoli a spus că Nu e vreme de murit va concluziona diferite povești din filmele anterioare cu Craig și "se va încheia cu o concluzie satisfăcătoare emoțional".
În decembrie 2018, regizorul Cary Joji Fukunaga a spus că Ben Whishaw, Naomie Harris și Ralph Fiennes își vor relua rolurile din filmele anterioare. Fukunaga a spus că Léa Seydoux o va juca din nou pe Madeleine Swann, fiind prima femeie Bond care va juca în mai multe filme. Rory Kinnear se va întoarce în rolul lui Bill Tanner, iar Jeffrey Wright îl va juca din nou pe Felix Leiter. Wright va fi la a treia apariție, după cele din Casino Royale și Partea lui de consolare și va deveni primul actor care îl joacă pe Felix Leiter de trei ori.
Ana de Armas, Dali Benssalah, David Dencik, Lashana Lynch, Billy Magnussen și Rami Malek au fost anunțați în distribuție printr-o transmisiune video de la moșia Goldeneye a lui Ian Fleming din Jamaica. Evenimentul a avut loc pe 25 aprilie 2019 și a marcat oficial începutul filmărilor. Malek a fost ulterior anunțat ca fiind cel care îl va juca pe Safin, antagonistul filmului. Malek a dezvăluit într-un interviu că Safin nu este afiliat vreunei religii sau ideologii.
După lansarea lui Spectre a fost dezvăluit că Christoph Waltz se va întoarce să-l joace pe Ernst Stavro Blofeld doar cu condiția ca Craig să-l joace din nou pe Bond. În ciuda întoarcerii lui Craig, Waltz a anunțat în octombrie 2017 că nu se va întoarce în rolul lui Blofeld, dar nu a anunțat un motiv pentru plecarea sa. Cu toate acestea, întorcerea lui Waltz în rolul lui Blofeld în Nu e vreme de murit a fost anunțată printr-un trailer lansat în decembrie 2019.

### Filmări
Producția era programată să înceapă pe 3 decembrie 2018 la studiourile Pinewood, dar filmările au fost amânate pentru aprilie 2019 după plecarea regizorului Danny Boyle. Filmul este primul din serie care are secvențe filmate cu camere IMAX pe peliculă de 65mm. Regizorul Cary Joji Fukunaga și directorul de imagine Linus Sandgren au optat pentru folosirea peliculei în locul digitalului pentru a îmbunătăți vizual filmul.

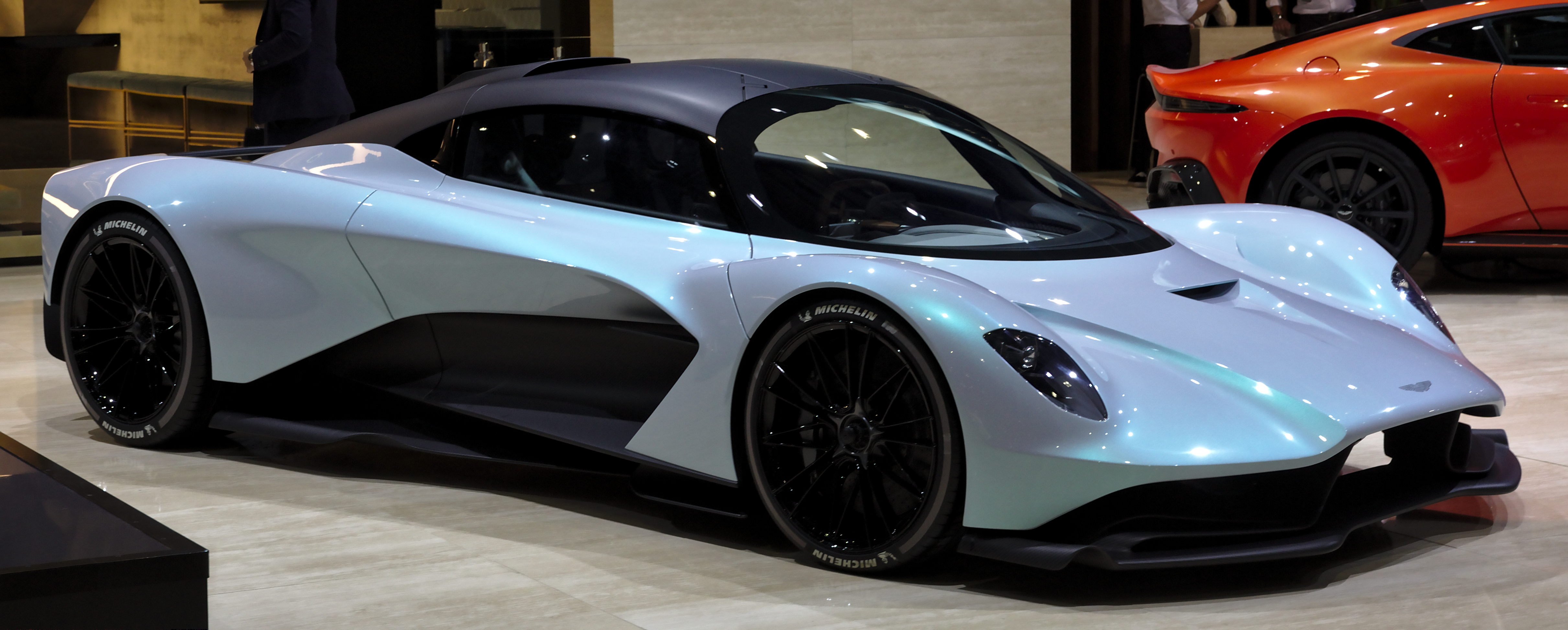
Nu e vreme de murit prezintă automobilul Aston Martin Valhalla.

Locațiile de filmare au inclus Italia, Jamaica, Norvegia, Insulele Feroe și Londra, pe lângă studiourile Pinewood. În martie 2019, producția a debutat în Nittedal, Norvegia, cu scenele de la lacul înghețat. Pe 28 aprilie 2019, filmările principale au început oficial în Jamaica, inclusiv la Port Antonio. În mai 2019, Daniel Craig a suferit un accident la gleznă în timp ce filma în Jamaica și a fost implicat ulterior într-o operație minoră. În iunie 2019, producția a fost din nou întreruptă după ce o explozie controlată la studiourile Pinewood a rănit un membru din echipa de filmare. Tot în iunie 2019, echipa s-a întors în Norvegia pentru a filma o secvență cu mașini pe Atlantic Ocean Road cu automobilul Aston Martin V8 Vantage. Aston Martin a confirmat că modelele DB5, DBS Superleggera și Valhalla vor avea și ele apariții în film.
La sfârșitul lui iunie 2019, producția s-a mutat în Regatul Unit. Scenele cu Craig, Ralph Fiennes, Naomie Harris și Rory Kinnear au fost filmate prin Londra, inclusiv Whitehall, Casa Senatului și Hammersmith. În iulie 2019, au avut loc filmări în orașul Aviemore și în împrejurimile Parcului Cairngorms din Scoția. Anumite scene au fost filmate la Moșia Ardverikie și pe malurile Loch Laggan.
La sfârșitul lunii august 2019, echipa s-a mutat în Italia, unde au început să filmeze scenele de urmărire cu un Aston Martin DB5 pe străzile din Matera. În septembrie 2019, echipa de filmare, Craig și Léa Seydoux au filmat anumite scene de interior, precum și câteva secvențe în Maratea și Gravina in Puglia. Pe parcursul lunii septembrie, au fost turnate secvențe în Sapri, în sudul Italiei. Locațiile au inclus "canalul de miezul nopții" și stația feroviară. În film, orașul este supranumit "Civita Lucana". La sfârșitul lui septembrie 2019, au fost filmate câteva scene în Insulele Feroe.
Ministerul Apărării din Regatul Unit a confirmat că au avut loc filmări și în jurul distrugătorului maritim regal HMS Dragon și aerian C-17 înainte de debutul pandemiei COVID-19. Au fost turnate câteva scene și cu Cavaleria Household a Armatei Regale. Filmări de acțiune cu un hidroavion au avut loc la Terminalul CMA CGM Kingston din Jamaica.
Ben Whishaw a lăudat stilul regizoral al lui Fukunaga: "A fost grozav și a fost frumos cum a tratat el filmul, și abordat, mie mi s-a părut că a fost un film independent. Știi? Și a fost destulă improvizație... nu am tras foarte multe duble". El a adăugat, "A fost foarte ușor. Uneori haotic, dar sunt foarte nerăbdător să văd cum a construit întregul film".
Filmările principale s-au încheiat pe 25 octombrie 2019 la Studiourile Pinewood cu o scenă de urmărire ce are loc în Havana, Cuba. Producția intenționa să filmeze această scenă mai devreme, dar a fost forțată să reprogrameze după ce Craig a suferit accidentul la gleznă în Jamaica. Refilmări ulterioare au avut loc la Pinewood pe 20 decembrie 2019, lucru confirmat de Fukunaga.

### Muzica
În iulie 2019, Dan Romer a fost anunțat compozitor al filmului, acesta lucrând anterior cu Cary Joji Fukunaga la Beasts of No Nation și Maniac. Romer a părăsit filmul din cauza diferențelor creative în noiembrie 2019. Hans Zimmer l-a înlocuit pe Romer în ianuarie 2020. Este pentru prima oară în istoria seriei Bond când compozitorul a fost schimbat în post-producție și a doua schimbare majoră după plecarea regizorului Danny Boyle. Steve Mazzaro a produs coloana sonoră, în timp ce Johnny Marr a cântat la chitară. Albumul coloanei sonore era programat să se lanseze prin Decca Records în martie 2020, dar a fost amânat pentru 1 octombrie 2021 pentru a coincide cu lansarea filmului.
În ianuarie 2020, Billie Eilish a fost anunțată pentru cântecul principal al filmului, iar fratele ei, Finneas O'Connell, a fost co-scriitor, precum și producător al piesei principale. Cântecul, omonim cu titlul filmului, a fost lansat pe 13 februarie 2020. La vârsta de 18 ani, Eilish este cel mai tânăr artist care a înregistrat un cântec tematic James Bond. În ciuda amânării filmului, cântecul a câștigat Premiul Grammy pentru Cel mai bun cântec scris pentru Media Vizuală la Ediția 63 a Premiilor Grammy, pe 14 martie 2021.
În octombrie 2020, a fost anunțat că piesa "Dans la ville endormie" a cântăreței franțuzoaice Dalida va fi folosită pentru o scenă ce are loc în Franța. A fost urmat de o lansare pe vinil 10" și un clip oficial realizat în stilul James Bond. Versiunea lui Louis Armstrong a piesei "We Have All the Time in the World" apare recurent în peliculă și prezintă iubirile și pierderile suferite de Bond în acest film. Piesa apare în versiunea completă în timpul distribuției de final.

## Lansare

### Drepturile de distribuție
Contractul Sony Pictures de a co-produce filmele James Bond cu Metro-Goldwyn-Mayer și Eon Productions a expirat după lansarea Spectre. În aprilie 2017, Sony Pictures, Warner Bros. Pictures, 20th Century Fox, Universal Pictures și Annapurna Pictures au intrat într-o competiție pentru drepturile de distribuție. MGM a semnat cu United Artists Releasing contractul pentru drepturile digitale în America de Nord și pentru drepturile internaționale în televiziune. Universal Pictures a devenit distribuitorul internațional pentru home media (DVD și Blu-ray).

### Data de lansare și amânările
Nu e vreme de murit a avut premiera mondială la Royal Albert Hall din Londra pe 28 septembrie 2021 și a fost lansat in cinematografe pe 30 septembrie 2021 în Regatul Unit și pe 8 octombrie 2021 în SUA. Filmul a avut premiera în aceeași săptămână în Coreea de Sud și în următoarea săptămână în Brazilia, Franța, Germania, Irlanda, Italia, Țările de Jos și Rusia. Premierele din China și Australia au urmat în octombrie, respectiv noiembrie 2021.
Nu e vreme de murit a avut prima dată de lansare în noiembrie 2019, dar a fost amânat pentru februarie și ulterior aprilie 2020 din cauza plecării lui Danny Boyle. Premiera din China și turul de publicitate la nivelul țării, plănuit pentru aprilie 2020, au fost anulate din cauza izbucnirii pandemiei de COVID-19 în țară. În martie 2020, răspândirea globală a virusului și declararea pandemiei la nivel mondial de către OMS au făcut ca cele două site-uri James Bond fan-made să publice o scrisoare deschisă către producători. Scrisoarea cerea ca lansarea să fie amânată pentru a minimiza riscul de a răspândi boala și pentru ca filmul să se bucure de succesul meritat.
Pe 4 martie 2020, MGM și Eon Productions au anunțat că după "o evaluare amănunțită a cinematografelor din toată lumea" data lansării a fost mutată pentru 12 noiembrie 2020 în Regatul Unit și 25 noiembrie 2020 în Statele Unite. Nu e vreme de murit a fost primul film important afectat de pandemie. Conform Deadline Hollywood, MGM și Universal aveau nevoie de o desfășurare de forțe pe toate piețele internaționale. Se spera ca până în noiembrie, cinematografele, în special cele din China, Coreea de Sud, Japonia, Italia și Franța, să fie deschise și operaționale.
La începutul pandemiei, aproximativ 70.000 de cinematografe din China s-au închis, iar țări precum Australia și Regatul Unit au închis cinematografele pentru a minimiza răspândirea virusului. Variety a spus că studioul cheltuise deja peste 66 milioane $ pentru a promova filmul, iar The Hollywood Reporter a scris că amânarea i-a costat pe cei de la MGM între 30 și 50 milioane $, bani pierduți, estimându-se că pierderile vor depăși 300 milioane $ după ce filmul a ratat premiera din aprilie 2020. În octombrie 2020, Nu e vreme de murit a fost amânat din nou pentru 2 aprilie 2021. Decizia a fost luată după ce a devenit aproape cert că cinematografele, în special cele din Statele Unite, nu vor putea fi folosite la maximum. După anunțul amânării, lanțul britanic Cineworld, al doilea cel mai mare lanț de cinematografe din lume, și-a închis sălile pe perioadă nedeterminată. Șeful executiv Mooky Greidinger a spus că amânarea filmului a fost "ultima picătură" pentru Cineworld dintr-un lung șir de amânări și anulări de filme.
În ianuarie 2021, filmul a fost amânat din nou, pentru 8 octombrie 2021. În februarie 2021, o lansare timpurie pe 30 septembrie 2021 a fost anunțată pentru Regatul Unit. În august 2021, a fost anunțat că premiera mondială va avea loc la Royal Albert Hall în Londra pe 28 septembrie 2021; în timp ce lansarea pentru Australia a fost amânată pentru 11 noiembrie 2021, din cauza carantinei naționale. A fost proiectat și la Festivalul de Film de la Zurich în aceeași zi cu premiera din Londra și a devenit primul film Bond care a intrat pe lista oficială a festivalului.

## Primire

### Încasări
La data de 19 decembrie 2021 , No Time to Die a încasat 160,8 milioane $ în Statele Unite și Canada, și 613,3 milioane $ în restul teritoriilor, pentru un total de 774 milioane $. Din cauza costurilor combinate cu promovarea și producția de peste 350 milioane $, filmul ar avea nevoie de cel puțin 800 milioane pentru a fi rentabil (break-even).
În weekendul de lansare, Nu e vreme de murit a încasat 119,1 milioane $ din 54 de teritorii, inclusiv Regatul Unit, Brazilia, Italia, Japonia, Mexic și Spania, depășind așteptările de 90 milioane $. A fost primul film lansat în timpul pandemiei de COVID-19 care a depășit pragul de 100 milioane $, fără piața din China. The Hollywood Reporter a scris că premiera a fost cea mai profitabilă din Regatul Unit de la începutul pandemiei de COVID-19.
În Statele Unite și Canada, încasările așteptate pentru Nu e vreme de murit erau de 65–85 milioane $ în weekendul de deschidere. A ajuns să încaseze peste 60 milioane $, ajungând pe primul loc în clasamentul box office și devenind a patra cea mai bună deschidere de film din seria Bond. Deadline Hollywood a atribuit încasările sub așteptări duratei de 163 a filmului, lucru ce a dus la limitarea numărului de ecranizări, notând și că doar 12% din încasările de weekend au venit de la ecranizările de după ora 21, acela fiind vârful de audiență în cazul acestor filme. TheWrap a spus că deschiderea a venit cu vești bune pentru cinematografe, chiar dacă studioul nu își va scoate banii din ecranizări, și că este un semn bun pentru viitoarele filme destinate adulților. În a doua săptămână a coborât pe locul doi în clasamentul box office, în spatele filmului Halloween: Noaptea crimelor, încasând doar 24,3 milioane $. Nu e vreme de murit a devenit cel mai profitabil film din 2021 în Europa, Orientul Mijlociu și Africa, depășind Furios și iute 9 pe 17 octombrie.

### Reacția criticilor
Conform Rotten Tomatoes, 84% dintre cei 332 critici au acordat filmului o recenzie pozitivă, cu un rating în medie de 7,4/10. Recenzia generală a site-ului, "Nu este cea mai curajoasă aventură 007, dar Nu e vreme de murit concluzionează povestea lui Daniel Craig într-un stil satisfăcător." Metacritic i-a acordat filmului o notă de 68 din 100 bazându-se pe 66 de recenzii, indicând "recenzii general favorabile". Audiența de pe CinemaScore i-a acordat filmului o notă de "A–" pe scala de la F la A+, în timp PostTrak i-a acordat un scor de 83%, 63% dintre aceștia spunând că ar recomanda filmul cu siguranță.
Filmul a primit laude și recenzii de cinci stele din partea multor critici. Peter Bradshaw de la The Guardian l-a numit "o caravană epică" ce livrează "o experiență grozavă" și "o acțiune de modă veche, plină de patos, dramă, comedie ușoară, care îți frânge inima și terifiantă". Zach Marsh de la FilmSpeak l-a numit unul dintre cele mai bune filme din serie, lăudând în special regia lui Fukunaga la secvențele de acțiune; el a spus că jocul actoricesc al lui Craig a fost cel mai bun dintre toți agenții Bond și este demn de o nominalizare la Oscar, amintind de reacțiile asemănătoare după premiera lui Casino Royale. Robbie Collin de la The Telegraph l-a descris "satisfăcător de extravagant", "amuzant de cele mai multe ori" cu gadget-uri "atât improbabile cât și imorale", și că a avut o imagine "superbă", începând cu "un prolog sinistru și senzațional de palpitant" și terminând cu o "concluzie înduioșătoare". Kevin Maher de la The Times a spus: "E mai mult decât bun. Este magnific."
Linda Marric de la The Jewish Chronicle a scris: "Asta este tot ce ne puteam aștepta de la ultimul film Bond al lui Craig, lăsându-i actorului șansa de a urmări alte proiecte fără a avea povara de a își relua același rol de atâtea ori." Barry Hertz de la The Globe and Mail a scris că filmul "se asigură că ochii mei urmăresc fiecare cascadorie spectaculoasă. În timp ce se asigură că îmi pasă dacă (sau, de fapt, cum) reușește să scape Bond." Mick LaSalle de la San Francisco Chronicle a scris că filmul "își merită locul printre cele mai bune filme din întreaga serie", și a concluzionat: "Craig părăsește seria într-o extravaganță uriașă de 163 minute de care audiențele se vor bucura mult timp de acum încolo. Este un lucru frumos de văzut." K. Austin Collins de la Rolling Stone a descris filmul ca fiind "bun: uneori interesant, alteori nu, uneori plictisitor, alteori nu", adăugând: "Este un pic mai de succes dacă ne gândim la el ca la un tribut pentru era Craig și pentru actor însuși." Michael O'Sullivan de la The Washington Post i-a acordat filmului 3 stele din 4, scriind "puțin prea lung și prea complicat", dar a adăugat că a fost "o plecare potrivită și perversă pentru actor". Peter Rainer de la The Christian Science Monitor i-a acordat filmului 3 stele din 5, spunând "Oferă emoțiile, cascadoriile și antagoniștii necesari. Plin de oameni frumoși, iar 007 încă știe să îmbrace un costum." Cu toate acestea, el s-a întrebat "A devenit James Bond irelevant?"
Unii critici au fost mai negativi. John Nugent de la Empire i-a criticat durata (2 ore și 43 minute), spunând că începutul și expozițiunea din actul trei "nu justifică durata lungă". Cu toate acestea, el a crezut că filmul este "o concluzie demnă de era Craig". Kyle Smith de la National Review a criticat și el durata și l-a descris ca fiind "cea mai puțin grozavă și cea mai sobră excursie din toată seria Bond". Clarisse Loughrey de la The Independent l-a găsit fără evenimente și dezamăgitor: premisa armei biologice de distrugere în masă a fost descrisă ca un "nonsens general de spioni", dar și că Rami Malek "nu aduce nimic nou antagonistului cu excepția accentului și machiajului stereotipic de față desfigurată". David Sexton de la New Statesman a scris că filmul "arată semne de ieșire din procesul de producție orientat pe marketing", adăugând: "livrează piesele de puzzle, dar fără a încercă să le unească, rezultând un talmeș-balmeș." Brian Tallerico de la RogerEbert.com i-a acordat filmului 2 stele din 4, scriind: "Pentru ceva care odată se simțea că echilibrează bătrânețea unui personaj nemuritor cu un stil nou și bogat, poate că cea mai mare greșeală [a filmului] este că nu vedem nimic nou față de ceea ce s-a făcut deja în filmele anterioare cu Craig."

### Premii
| Anul | Premiul         | Categoria                                      | Beneficiar(i)                                              | Rezultat | Ref.    |
| ---- | --------------- | ---------------------------------------------- | ---------------------------------------------------------- | -------- | ------- |
| 2021 | Premiile Grammy | Cea mai bună piesă scrisă pentru media vizuală | Billie Eilish și Finneas O'Connell pentru "No Time to Die" | Câștigat | [ 191 ] |

A primit Premiul Academiei Japoneze pentru cel mai bun film într-o limbă străină.